# 清水書院
株式会社清水書院（しみずしょいん、英: Shimizu Shoin co.,Ltd）は、東京都千代田区に本社を置く出版社。1946年の創業以降、主に教科書及び教育関連の書籍の出版・販売を行っているほか、辞典などの発行も行っている。

## 沿革
- 1946年（昭和21年）1月 - 清水権六によって創業。
- 1947年（昭和22年）5月 - 学習参考書「学生シリーズ」を刊行。
- 1949年（昭和24年）7月 - 株式会社清水書院に改組。
- 1953年（昭和28年） - 高等学校用検定教科書の発行を開始。
- 2005年（平成17年）6月 - 本社を東京都新宿区東五軒町より千代田区飯田橋の現在地へ移転。

## 主な発行書籍

### 教科書
- 2023年度から
  - 高等学校 新倫理
  - 高等学校 政治・経済
  - 高等学校 日本史探究
- 2022年度から（新課程）
  - 公共（2種類）
  - 歴史総合
- 2021年まで（旧課程）
  - 高等学校地理（地理Aのみ）
  - 高等学校日本史（日本史A・日本史B）
  - 高等学校世界史（世界史Aのみ）
  - 高等学校公民（現代社会2種類、倫理2種類、政治・経済2種類）
  - 中学校地理
  - 中学校歴史
  - 中学校公民

### 副教材
- 「人と思想」

### 一般出版物
- - 辞典類

## 概要
- 代表取締役社長：野村久一郎
- 本社：東京都千代田区飯田橋3-11-6
- 大阪支社：大阪府大阪市福島区福島2-10-19-203
- 北海道サービスセンター：北海道石狩市花川北4条4丁目114

## 関連会社
- 清水書院サービス株式会社